# Territorialprälatur Marajó
Die Territorialprälatur Marajó (lateinisch Praelatura Territorialis Maraiensis, portugiesisch Prelazia de Marajó) ist eine in Brasilien gelegene römisch-katholische Territorialprälatur mit Sitz in Soure im Bundesstaat Pará. Sie umfasst die Insel Marajó sowie die auf dem Festland gelegenen Teile der 16 Gemeinden (Municípios), die den Verwaltungsbezirk Mesorregião do Marajó bilden, und erstreckt sich über eine Fläche von 86.477 km².

## Geschichte
Die Territorialprälatur Marajó wurde am 14. April 1928 durch Papst Pius XI. mit der Päpstlichen Bulle Romanus Pontifex aus Gebietsabtretungen des Erzbistums Belém do Pará errichtet und diesem als Suffragan unterstellt.

## Prälaten von Marajó
- Gregório Alonso Aparicio OAR, 1943–1965
- Alquilio Alvarez Diez OAR, 1965–1985
- José Luís Azcona Hermoso OAR, 1987–2016
- Evaristo Pascoal Spengler OFM, 2016–2023, dann Bischof von Roraima
- José Ionilton Lisboa de Oliveira SDV, seit 2023